# Объединённый американский военно-морской центр по предупреждению о тайфунах

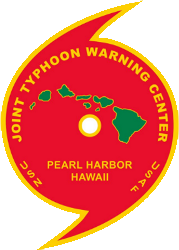
Эмблема центра по предупреждению о тайфунах

Объединённый американский военно-морской центр по предупреждению о тайфунах (англ. Joint Typhoon Warning Center (JTWC) — организация, занимающаяся прогнозированием, предупреждением и классификацией тайфунов. Военно-морской центр прогнозирования располагается в Пёрл-Харборе штата Гавайи США. 
Центр был основан в 1959 году. В его обязанности входит издание отчётов об опасности тропических циклонов в Индийском океане, на северо-западе и юге Тихого Океана для Министерства обороны США.
Персонал центра насчитывает 32 человека. Центр располагает данными с наземных сенсоров, радаров, а также информацией со спутников. В своей работе использует различные модели атмосферы.